# 天正 (移剌窩斡)
天正（1161年十二月—1162年九月）為金朝契丹族起事領袖移剌窩斡的年號，前後共10个月。

## 改元
- 1161年——十二月一日，移剌窩斡自稱皇帝，建元天正。[3]
- 1162年——九月七日，移剌窩斡被捕。[4]

## 西曆紀年對照表
| 天正 | 元年   | 二年   |
| ---- | ------ | ------ |
| 公元 | 1161年 | 1162年 |
| 干支 | 辛巳   | 壬午   |

## 同期存在的其他政權年號
- 中國
  - 正隆（1156年－1161年）：金—海陵王完顏亮之年號
  - 大定（1161年－1189年）：金—金世宗完顏雍之年號
  - 绍兴（1131年－1162年）：宋—宋高宗赵构之年號
  - 天盛（1149年－1169年）：西夏—夏仁宗李仁孝之年號
  - 紹興（1151年－1163年）：西辽—遼仁宗耶律夷列之年號
  - 龍興（1157年－1161年）：大理—段正興之年號
  - 盛明（1162年－1163年）：大理—段正興之年號
- 越南
  - 大定（1140年－1162年）：李朝—李英宗李天祚之年號
- 日本
  - 應保（1161年－1163年）：二條天皇之年號

## 深入閱讀
- 李崇智. . 北京: 中華書局. 2004年12月. ISBN 7101025129.

## 參看
- 中國年號索引
- 其他時期使用的天正年號